# Kanton Orléans-Saint-Marceau
Kanton Orléans-Saint-Marceau (francouzsky Canton d'Orléans-Saint-Marceau) je francouzský kanton v departementu Loiret v regionu Centre-Val de Loire. Tvoří ho pouze jižní část centra města Orléans (čtvrť Saint-Marceau).